# 249523 Friedan
249523 Friedan este o planetă minoră (asteroid), cu un diametru de 5,43 km, din centura de asteroizi. A fost descoperită pe 22 februarie 2010 la Wide-field Infrared Survey Explorer⁠(d) de Wide-field Infrared Survey Explorer⁠(d). 
Obiectul prezintă o orbită caracterizată de o semiaxă mare de 3,1870823444375 UAi, o excentricitate de 0,19, o înclinație de 27,5 ° în raport cu ecliptica.